# Rahman Ahmadi
Rahman Ahmadi (em persa: رحمان احمدی; Nowshahr, 30 de julho de 1980), é um ex-futebolista Iraniano que atuava como goleiro.

## Títulos

### Saipa
- Iran Pro League (1): 2006–07

### Sepahan
- Iran Pro League (3): 2009–10, 2011–12, 2014–15

### Persepolis
- Hazfi Cup (1): 2010–11